# Tour des Salterelli
La tour des Salterelli est située sur la « Piazza Saltarelli » dans une zone de ruelles étroites, entre la via Vacchereccia et la via Lambertesca, à proximité de la galerie des Offices à Florence. 

## Histoire
La Tour et la place doivent leur nom à deux de ses plus illustres occupants au XIVe siècle, Simone Saltarelli, qui fut procurateur général de l’ordre des Dominicains, évêque de Parme, puis archevêque de Pise, et son frère Lapo Saltarelli qui est cité par Dante dans sa Divine Comédie (Paradis, XV, 128). 
Bien qu'ils fussent de la même faction politique, les Guelfes blancs, Dante et Lapo, amis au début, s'opposèrent ensuite. Les biens des Saltarelli, dont leur maison-tour de Florence, furent confisqués, en 1302, après la condamnation de Lapo par la faction noire. Ils furent restitués à ses héritiers, en 1326, grâce à l'intervention de Jean XXII sollicité par Simone, l'archevêque de Pise. 

## Description
Gravement endommagé au cours de la dernière guerre, ce quartier a dû être restauré au cours des années 1950, les restes de cette tour étant dégagés des bâtiments l'entourant, et en particulier le parement de pierres médiévales et larges ouvertures sur le rez-de-chaussée. Aujourd'hui, la tour est isolée sur trois côtés, au centre de la place. La porte d'entrée et les fenêtres de la partie médiévale sont sommées d'un arc en ogive, tandis que la partie supérieure a été enduite, montrant bien la différence entre la restauration et la partie médiévale,.

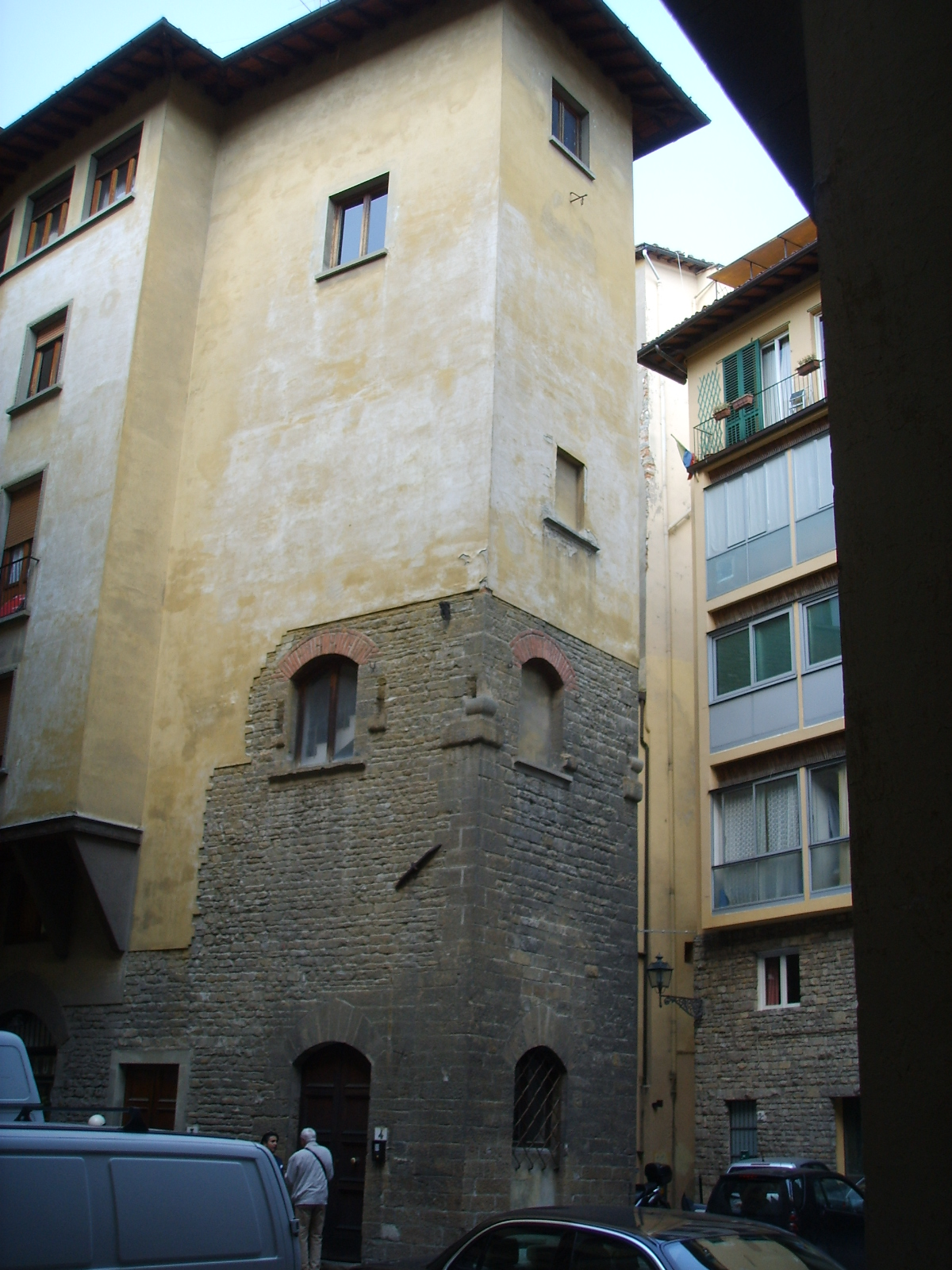
Vue latérale de la tour.
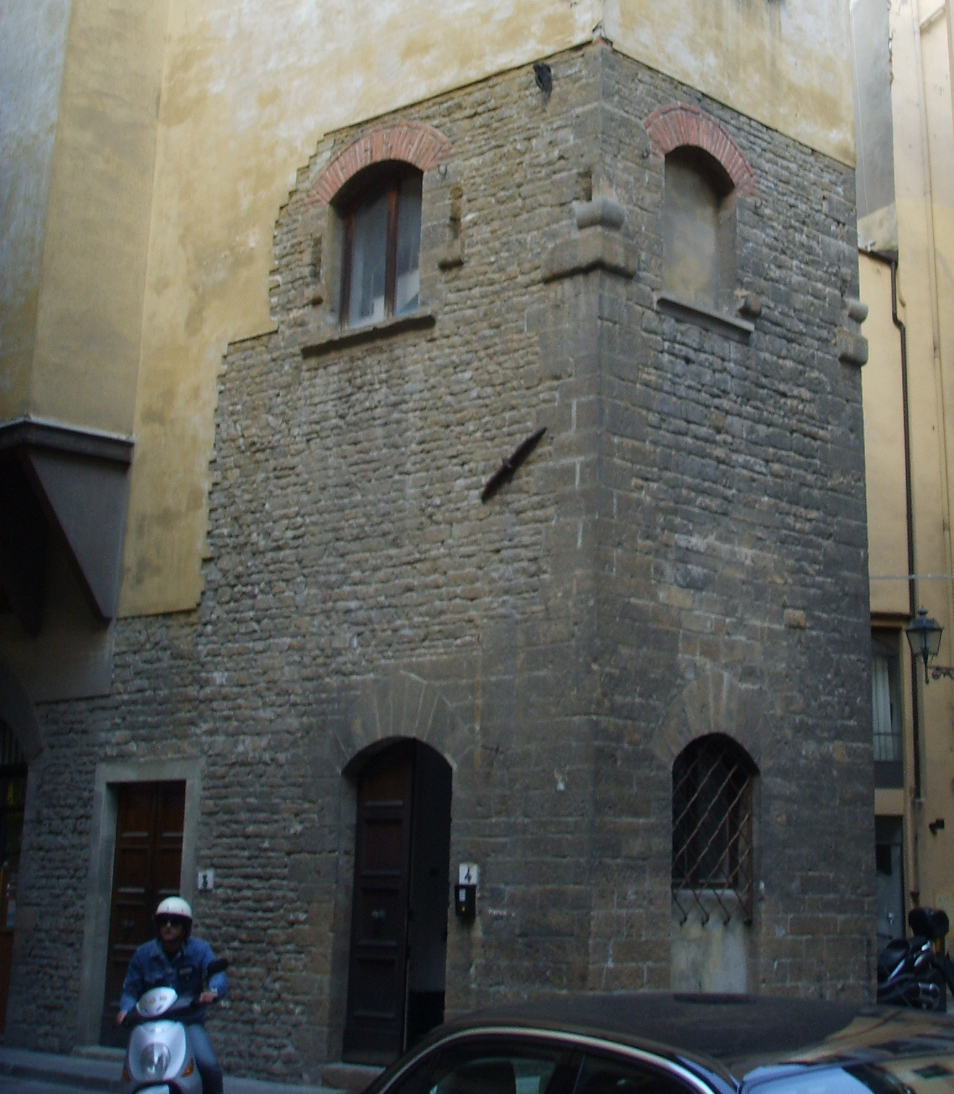
Base médiévale de la tour.